# Peter Lindahl (musiker)
Peter Lindahl är en svensk musiker. Lindahl spelar bland annat mellotron, gitarr, mandolin, flöjt och träblåsinstrument, med flera.
Lindahl driver det experimentella projektet In the Labyrinth som han startade tillsammans med  Mikael W Gejel. In the Labyrinths första skiva The Gardens of Mysteries utgavs av skivbolaget Ad Perpetuam Memoriam.

## Diskografi
- The Garden of Mysteries (1996)
- Walking on Clouds (1999)
- Dryad (2002)
- One trail to heaven (2011)
- Samas Antaral (2018)
- To our rescue (2023)

## Samlingsskivor
- Floralia vol.3 (1999)
- The Vegetable man 10" project (2003)
- The Vegetable man project vol 3 (2004)
- Higher and higher - A tribute to the Moody blues (2004)
- Musica desde el abismo / Music from the edge - vol 05 (2005)
- Peace frog (2005)
- Lost frontier - Christmas sampler 2006 (2006)
- One world tapestry (2007)
- Rökstenen tribute album (2009)